# Udotea spinulosa
Espèce
Udotea spinulosa est une espèce d'algues vertes de la famille des Udoteaceae.